# Zhuchengosaurus maximus
Lo zhuchengosauro era un dinosauro dal becco d'anatra che visse in Cina durante il Cretaceo, 100-70 milioni di anni fa. Dopo accurati studi dei suoi resti fossili, trovati a Shandong, si è scoperto che era uno dei più grandi membri della sua famiglia, con una misura stimata di 16,6 metri. La sola specie finora conosciuta, Z. maximus, è stata scoperta recentemente. È da alcuni ritenuto in realtà appartenente al genere Shantungosaurus.